# Alcide De Gasperi

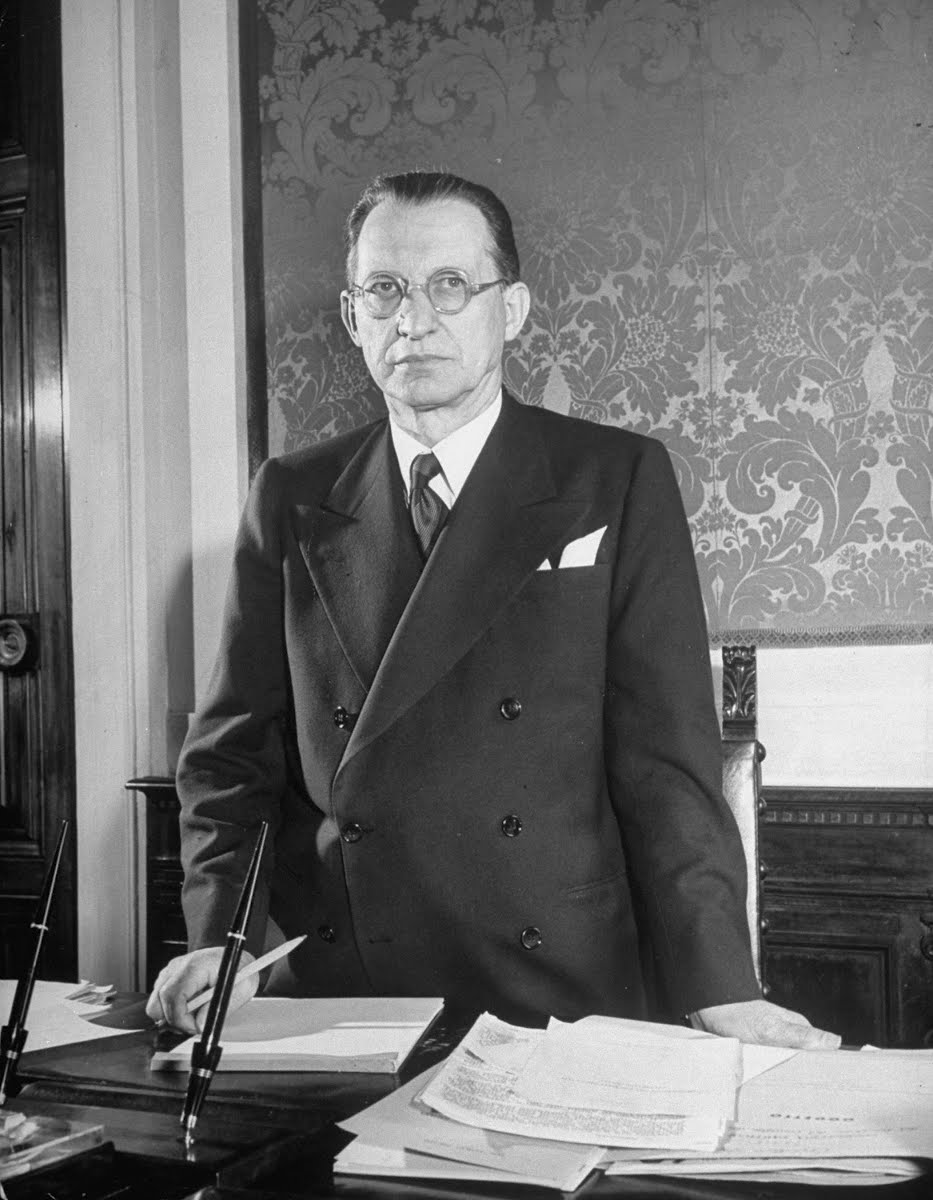
Alcide De Gasperi (1947)

Alcide De Gasperi oder eigentlich Degasperi (* 3. April 1881 in Pieve Tesino bei Trient, Tirol, Österreich-Ungarn; † 19. August 1954 im Ortsteil Sella von Borgo Valsugana, Italien) war ein italienischer Staatsmann, der zunächst im cisleithanischen Teil Österreich-Ungarns und nach dem Ersten Weltkrieg in Italien wirkte. Er war der erste Vorsitzende der Democrazia Cristiana und von 1945 bis 1953 italienischer Ministerpräsident. De Gasperi gilt als einer der Gründerväter der Europäischen Gemeinschaften.

## Leben
Alcide De Gasperis Geburtsort Pieve Tesino liegt im Trentino, welches bis 1918 zu Tirol und damit zu Österreich gehörte. Er wuchs in einer katholisch geprägten italienischsprachigen (welschtiroler) Umgebung auf und kam aus relativ bescheidenen Verhältnissen. Sein Vater war der Polizeibeamte Amedeo Degasperi, seine Mutter Maria geb. Morandini stammte aus Predazzo. De Gasperi studierte Philosophie und Literatur in Wien. Dort lernte er perfekt Deutsch und hatte eine wichtige Rolle in der christlichen Studentenbewegung inne. Der junge De Gasperi setzte sich besonders für die Errichtung einer italienischen Fakultät der Rechtswissenschaften (ein wichtiges Anliegen der Trentiner Studenten) ein, wofür er kurz inhaftiert war.

### Journalist und Politiker in Österreich-Ungarn
Als Trentiner Autonomist war De Gasperi 1904 Teilnehmer der Feierlichkeiten anlässlich der Eröffnung der italienischen Rechtsfakultät in Innsbruck, die in die sogenannten Fatti di Innsbruck mündeten. 1905 begann De Gasperi als Redakteur der Zeitung Il Trentino zu arbeiten; nach kurzer Zeit wurde er Direktor. In seiner Zeitung nahm er oft Stellung zugunsten einer finanziellen Autonomie für Welschtirol (das heutige Trentino) und zur Verteidigung der italienischen Kultur in Trentino, dies im Gegensatz zu den Germanisierungsplänen der radikalsten deutschen Nationalisten Tirols. Er stellte aber die Zugehörigkeit des Trentino zu Österreich-Ungarn nie in Frage und behauptete, dass im Fall einer Volksabstimmung 90 % der Trentiner für den Kaiser stimmen würden.
1911 wurde er Abgeordneter der Trentiner Volkspartei (PPT) im österreichischen Reichsrat. In seinem Wahlkreis Fiemme-Fassa-Primiero-Civizzano erhielt er 3.116 Stimmen auf 4.275 Wähler (72,9 %). 1914 wurde er auch in den Tiroler Landtag gewählt.  Auch seine politische Tätigkeit in Österreich war auf die Erlangung einer Autonomie für Trentino ausgerichtet. Dennoch traf er sich im März 1915 im Auftrag des nationalistisch-italienischen Bischofs Celestino Endrizzi aus dem Erzbistum Trient mit dem italienischen Außenminister Sidney Sonnino, um Privilegien für die katholische Kirche des Trentino im Fall einer italienischen Annexion auszuhandeln.

### Italien zwischen den Weltkriegen
Nach Ende des Ersten Weltkrieges fiel das Trentino (zusammen mit Südtirol) infolge der Pariser Friedenskonferenz und des Vertrags von Saint-Germain an das Königreich Italien. De Gasperi war in der Folge einer der Mitbegründer des Partito Popolare Italiano (Italienische Volkspartei; PPI), ab 1921 dessen Abgeordneter, später Fraktionsführer. Er war einer der engsten Mitarbeiter von Luigi Sturzo, dem er im Juli 1923 als Generalsekretär der PPI folgte. De Gasperi befürwortete im Gegensatz zu Sturzo eine Regierungsbeteiligung der Partei und ab 1922 eine Zusammenarbeit mit dem Faschistenführer Benito Mussolini.
In der Kirche von Borgo Valsugana heiratete De Gasperi 1922 Francesca Romani (1894–1998), die Schwester eines befreundeten Parlamentariers. Aus der Ehe gingen vier Töchter hervor.
Nach der Ermordung Giacomo Matteottis (am 10. Juni 1924) nahm De Gasperi wieder eine entschiedene Oppositionshaltung ein. In der faschistischen Diktatur verbüßte er ab Mai 1927 eine 16-monatige Haftstrafe. Nach seiner Entlassung arbeitete er in der Bibliothek des Vatikans, von wo aus er während des Zweiten Weltkrieges die Gründung der zunächst illegalen Democrazia Cristiana organisierte.

### Ministerpräsident nach dem Zweiten Weltkrieg

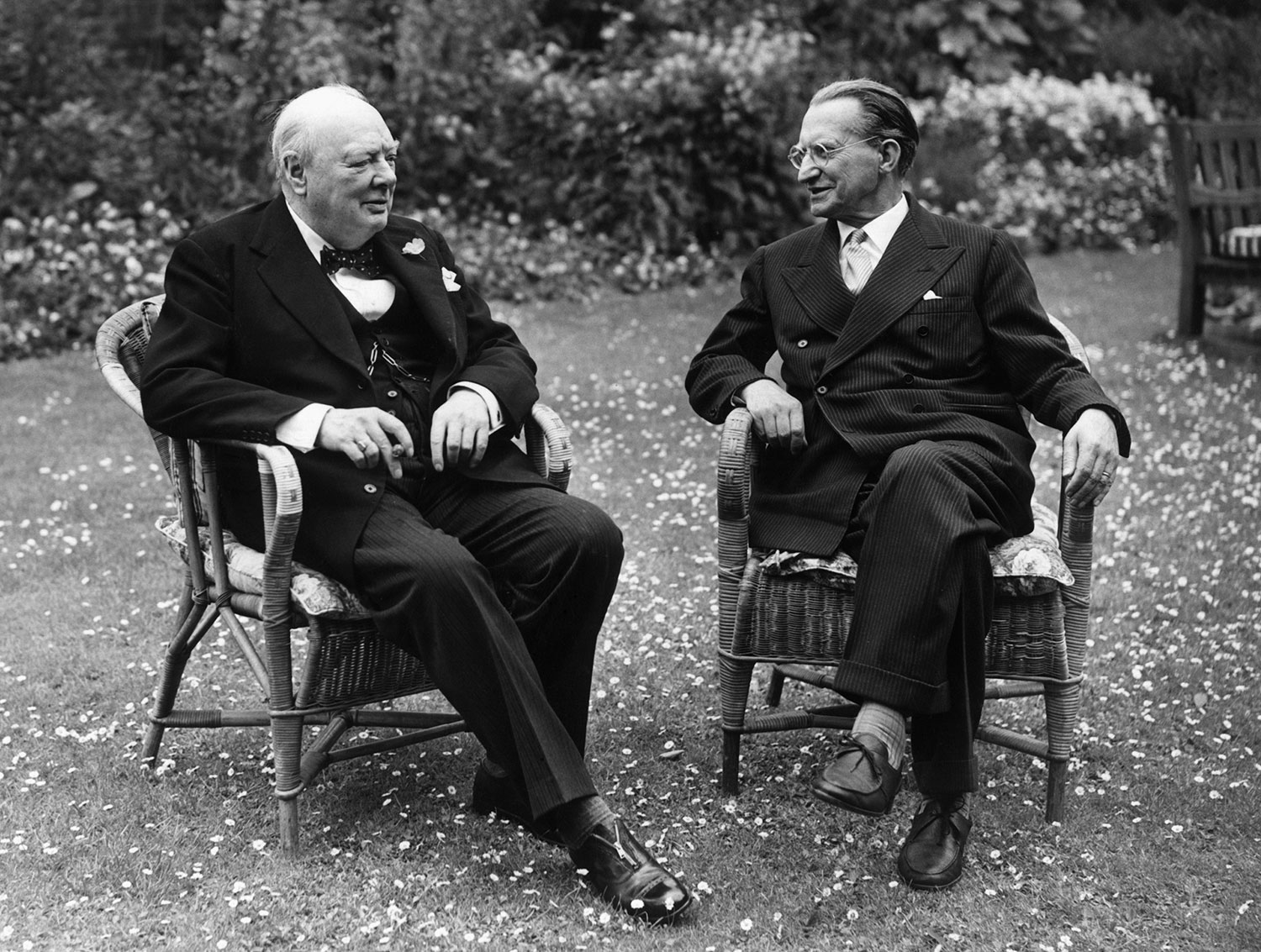
Alcide De Gasperi und Winston Churchill im Jahr 1953

Ab 1944 war er Außenminister der postfaschistischen Allparteienregierungen unter Ivanoe Bonomi und Ferruccio Parri. Vom 12. Dezember 1945 bis zum 18. Oktober 1946 war er Ministerpräsident. Am 2. Juni 1946 entschieden sich die Italiener in einer von De Gasperi angeregten Volksabstimmung für die Republik als Staatsform, woraufhin er kurzzeitig provisorisches Staatsoberhaupt wurde.
Er nahm an der Pariser Friedenskonferenz teil und unterzeichnete im September das Gruber-De-Gasperi-Abkommen. Die darin vorgesehene Autonomie Südtirols war wichtig für die Zustimmung der Siegermächte zur weiteren Zugehörigkeit Südtirols zu Italien, die De Gasperi damit erfolgreich durchsetzte. Die Entscheidung dazu hatte er unter anderem in einem Interview mit der New York Times vorbereitet, in dem er die Einwohner Südtirols als unwissende Bauern überwiegend italienischer Herkunft bezeichnete, die sich nur aus Angst vor einer Rückkehr der Deutschen nicht als Italiener bekannten.
Nach dem Bruch mit der kommunistischen PCI und der sozialistischen PSI 1947 führte De Gasperi bis 1953 als Premierminister sieben wechselnde Koalitionsregierungen der Democrazia Cristiana (DC) mit der rechtsliberalen PLI, linksliberalen PRI sowie der sozialdemokratischen PSLI. Außenpolitisch setzte er sich in den Anfangsjahren des Kalten Krieges für die Westintegration Italiens, darunter den Beitritt zur NATO, sowie für (west-)europäische Zusammenarbeit und Verständigung ein.
De Gasperi war gemeinsam mit Robert Schuman und Konrad Adenauer aktiv am Aufbau der Montanunion beteiligt und gilt heute als einer der Gründerväter der Europäischen Union. Konkret stammte von ihm die Initiative, die „Gemeinsame Versammlung“, die als Institution der Europäischen Gemeinschaft für Kohle und Stahl vorgesehen war, möglichst starkzumachen. Aus ihr ging später das Europäische Parlament hervor. Laut Christoph Driessen war De Gasperis Engagement für den europäischen Einigungsprozess sowohl politisch als auch wirtschaftlich motiviert: Er wollte damit die junge italienische Demokratie in die internationale Staatengemeinschaft zurückführen und die wirtschaftliche Rückständigkeit insbesondere des südlichen Landesteils überwinden. „Der christdemokratische Politiker erkannte die europäische Einigung als Chance für die politische Rehabilitierung und den wirtschaftlichen Aufschwung seines Landes unmittelbar nach Krieg und Faschismus.“

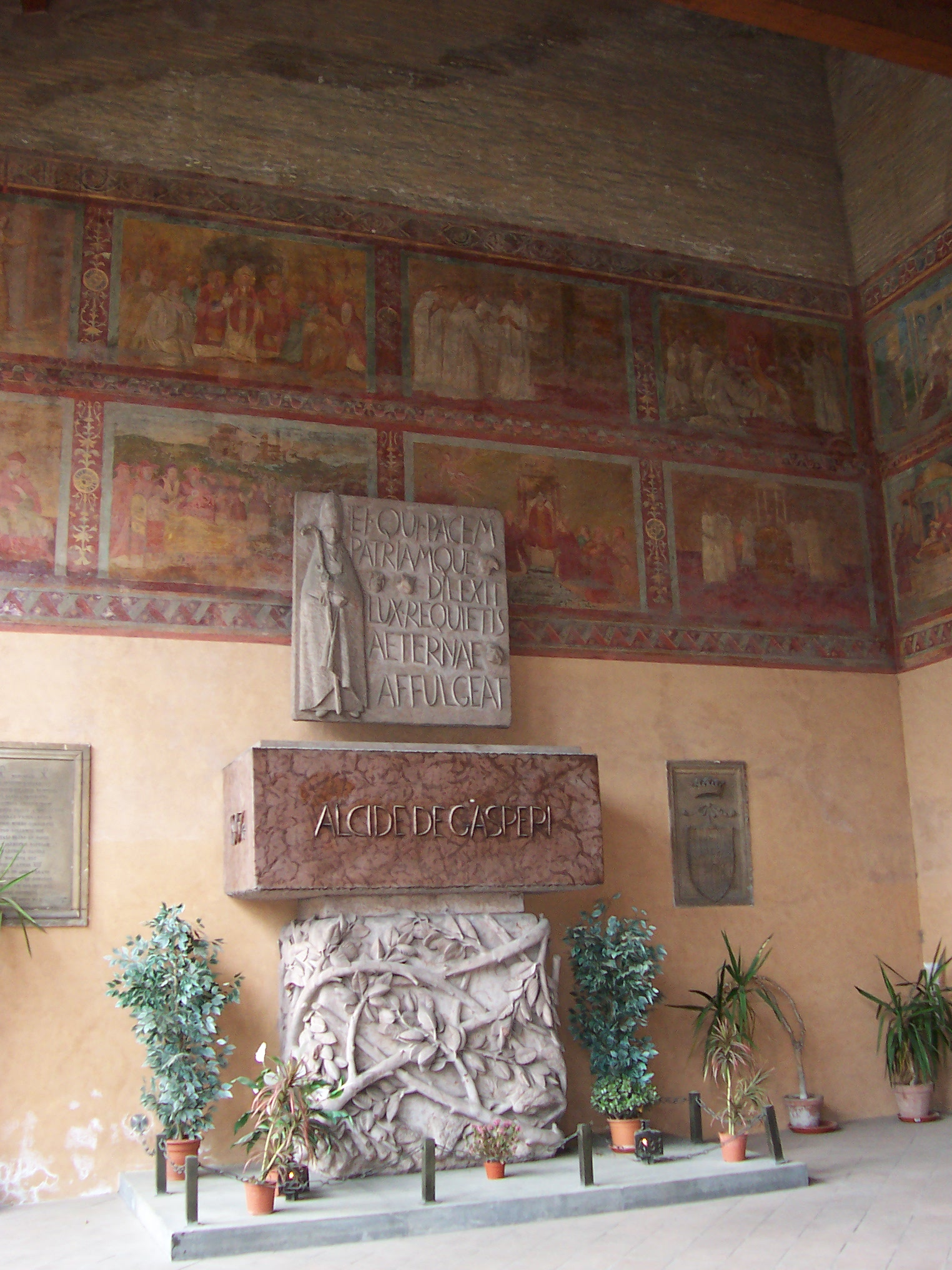
De Gasperis Grab in der Kirche San Lorenzo fuori le mura in Rom, geschaffen vom Bildhauer Giacomo Manzù

Am 24. September 1952 wurde ihm „in Anerkennung seiner steten Förderung der europäischen Einigung“ der internationale Karlspreis zu Aachen verliehen.
Am 11. Mai 1954 wurde De Gasperi zum Präsidenten der Parlamentarischen Versammlung der EGKS, dem Vorläufer des Europäischen Parlamentes, gewählt. Drei Monate später starb er in seiner Wahlheimat Borgo Valsugana.

## Seligsprechungsprozess
1993 wurde im Erzbistum Trient der diözesane Seligsprechungsprozess eröffnet.

## Ehrungen
- Karlspreis 1952
- 1953: Großkreuz der Bundesrepublik Deutschland
- Der italienische Staat hat De Gasperis Geburtshaus, heute ein Museum, mit dem Europäischen Kulturerbe-Siegel ausgezeichnet.